# Temporada da Liga ACB de 2022-23
A Temporada da Liga ACB de 2022–23 foi a 40.ª edição da principal competição de basquetebol masculino na Espanha a ser disputada entre 18 de setembro de 2021 a 20 de junho de 2023. A equipe do Real Madrid defende seu título e sua hegemonia.
A empresa espanhola Endesa é a patrocinadora principal da competição e desta forma é quem nomeia a liga como Liga Endesa desde 2011. Seu contrato de patrocínio foi renovado e irá até 2024

## Equipes participantes
Para a temporada 2022-23 há o retorno de Girona e Granada para a elite após 14 e 11 anos respectivamente. 
| Clube                  | Localização     | Arena                   | Capacidade |
| ---------------------- | --------------- | ----------------------- | ---------- |
| Barça                  | Barcelona       | Palau Blaugrana         | 7 585      |
| Baxi Manresa           | Manresa         | Pavelló Nou Congost     | 5 000      |
| Bàsquet Girona         | Girona          | Pavelló Girona-Fontajau | 5 500      |
| Carplus Fuenlabrada    | Fuenlabrada     | Fernando Martin         | 5 700      |
| Casademont Zaragoza    | Saragoça        | Príncipe Felipe         | 10 744     |
| Cazoo Baskonia         | Vitoria-Gasteiz | Fernando Buesa          | 15 716     |
| Real Betis Baloncesto  | Sevilha         | Palacio San Pablo       | 7 242      |
| Coviran Granada        | Granada         | Palacio de Deportes     | 7 700      |
| Dreamland Gran Canaria | Las Palmas      | Arena Gran Canaria      | 9 870      |
| Joventut Badalona      | Badalona        | Palau Olímpic           | 12 760     |
| Lenovo Tenerife        | La Laguna       | Pavilhão Insular        | 5 100      |
| Monbús Obradoiro       | Santiago        | Fontes do Sar           | 6 000      |
| Real Madrid            | Madrid          | WiZink Arena            | 13 109     |
| Río Breogán            | Lugo            | Palácio dos Desportos   | 5 310      |
| Surne Bilbao Basket    | Bilbau          | Bilbao Arena            | 10 014     |
| UCAM Murcia            | Múrcia          | Palacio de Deportes     | 7 454      |
| Unicaja Malaga         | Málaga          | Martín Carpena          | 10 642     |
| Valencia Basket        | Valência        | Fonte de São Luis       | 8 500      |

|  |                                               |
|  | Promovidos da Liga Ouro na temporada anterior |

## Temporada Regular
| Casa\Visitante         | BAR    | BAX    | GIR    | FUE    | CAS    | CAZ    | BET     | GRA    | GRC    | JOV    | LEN   | MOB    | RMB    | RIO    | BIL    | UCM     | UNI    | VAL    |
| ---------------------- | ------ | ------ | ------ | ------ | ------ | ------ | ------- | ------ | ------ | ------ | ----- | ------ | ------ | ------ | ------ | ------- | ------ | ------ |
| Barça                  |        | 93-72  | 72-69  | 101-64 | 68-63  | 89-74  | 104-70  | 100-82 | 87-79  | 87-71  | 67-65 | 94-77  | 97-82  | 82-54  | 88-78  | 86-57   | 75-60  | 81-75  |
| Baxi Manresa           | 78-101 |        | 82-79  | 92-78  | 65-72  | 93-80  | 91-84   | 86-77  | 105-75 | 68-90  | 70-89 | 80-65  | 69-94  | 70-106 | 76-86  | 93-83   | 94-98  | 87-82  |
| Bàsquet Girona         | 73-84  | 79-86  |        | 85-60  | 78-69  | 70-75  | 79-90   | 88-73  | 69-78  | 79-66  | 72-88 | 93-76  | 88-94  | 66-73  | 84-59  | 100-89  | 59-73  | 85-80  |
| Carplus Fuenlabrada    | 56-84  | 101-97 | 75-83  |        | 71-85  | 93-112 | 83-77   | 81-83  | 81-97  | 81-85  | 67-95 | 79-82  | 78-102 | 73-92  | 77-71  | 72-88   | 85-117 | 75-93  |
| Casademont Zaragoza    | 85-83  | 99-88  | 88-95  | 79-82  |        | 83-97  | 89-82   | 73-57  | 76-73  | 87-77  | 83-87 | 78-79  | 94-89  | 88-90  | 67-74  | 64-81   | 70-74  | 86-75  |
| Cazoo Baskonia         | 84-91  | 107-92 | 95-68  | 102-88 | 91-79  |        | 107-103 | 105-81 | 101-97 | 84-83  | 79-85 | 110-94 | 88-82  | 97-76  | 100-78 | 102-73  | 81-89  | 85-79  |
| Real Betis Baloncesto  | 77-85  | 87-83  | 71-79  | 87-77  | 67-83  | 71-83  |         | 85-91  | 88-82  | 67-71  | 80-76 | 71-73  | 55-73  | 84-89  | 86-78  | 84-71   | 66-79  | 78-83  |
| Coviran Granada        | 55-70  | 84-87  | 78-92  | 83-71  | 71-68  | 84-95  | 66-76   |        | 80-66  | 73-62  | 73-82 | 93-89  | 62-82  | 80-70  | 99-84  | 88-67   | 69-101 | 81-110 |
| Dreamland Gran Canaria | 88-85  | 99-88  | 78-73  | 110-65 | 88-72  | 68-96  | 87-71   | 94-76  |        | 100-88 | 70-86 | 75-68  | 67-95  | 77-66  | 94-71  | 107-89  | 88-70  | 95-89  |
| Joventut Badalona      | 82-79  | 73-65  | 92-64  | 103-86 | 89-84  | 77-86  | 93-81   | 90-72  | 75-91  |        | 78-69 | 96-85  | 76-86  | 85-66  | 76-81  | 94-68   | 74-65  | 85-70  |
| Lenovo Tenerife        | 76-79  | 100-87 | 76-67  | 97-72  | 92-69  | 83-81  | 88-64   | 98-66  | 81-77  | 85-68  |       | 86-67  | 67-80  | 85-67  | 73-57  | 109-111 | 91-84  | 94-78  |
| Monbús Obradoiro       | 76-74  | 104-99 | 89-63  | 102-72 | 76-73  | 91-86  | 67-82   | 88-83  | 58-85  | 74-91  | 58-78 |        | 78-84  | 67-74  | 77-64  | 81-79   | 86-87  | 98-103 |
| Real Madrid            | 78-87  | 103-89 | 89-70  | 106-60 | 93-86  | 88-95  | 79-77   | 108-75 | 105-85 | 96-79  | 88-77 | 93-79  |        | 91-73  | 86-65  | 93-57   | 102-90 | 79-62  |
| Río Breogán            | 74-78  | 81-82  | 92-70  | 78-70  | 71-87  | 77-86  | 114-115 | 99-67  | 53-71  | 65-85  | 61-86 | 64-59  | 96-72  |        | 86-70  | 60-65   | 74-90  | 83-88  |
| Surne Bilbao Basket    | 82-80  | 80-76  | 84-77  | 109-82 | 81-68  | 70-81  | 85-70   | 90-73  | 76-72  | 51-70  | 60-83 | 77-80  | 80-85  | 83-66  |        | 99-81   | 71-103 | 71-65  |
| UCAM Murcia            | 72-86  | 96-83  | 102-79 | 83-64  | 79-74  | 80-87  | 76-72   | 82-89  | 99-85  | 88-76  | 85-64 | 80-84  | 80-88  | 70-84  | 67-55  |         | 85-80  | 90-82  |
| Unicaja Malaga         | 81-86  | 97-88  | 94-70  | 100-75 | 104-78 | 81-89  | 66-79   | 94-68  | 70-63  | 87-77  | 75-71 | 99-89  | 71-76  | 100-66 | 92-79  | 82-66   |        | 102-86 |
| Valencia Basket        | 80-92  | 103-92 | 104-69 | 92-86  | 88-76  | 81-85  | 87-81   | 80-72  | 82-76  | 101-97 | 77-72 | 87-78  | 68-79  | 77-80  | 95-88  | 74-75   | 67-83  |        |

fonte:acb.com

### Classificação Fase Regular
| Pos. | Clube                  | J  | V  | D  | %    | P+    | P-    | SP   | Classificação              |
| ---- | ---------------------- | -- | -- | -- | ---- | ----- | ----- | ---- | -------------------------- |
| 1    | Barça                  | 34 | 29 | 5  | 85,3 | 2.895 | 2.489 | 406  | Playoffs                   |
| 2    | Cazoo Baskonia         | 34 | 28 | 6  | 82,4 | 3.128 | 2.817 | 311  | Playoffs                   |
| 3    | Real Madrid            | 34 | 28 | 6  | 82,4 | 3.005 | 2.629 | 376  | Playoffs                   |
| 4    | Lenovo Tenerife        | 34 | 24 | 10 | 70,6 | 2.834 | 2.517 | 317  | Playoffs                   |
| 5    | Unicaja Malaga         | 34 | 24 | 10 | 70,6 | 2.969 | 2.638 | 331  | Playoffs                   |
| 6    | Dreamland Gran Canaria | 34 | 19 | 15 | 55,9 | 2.837 | 2.734 | 103  | Playoffs                   |
| 7    | Joventut Badalona      | 34 | 19 | 15 | 55,9 | 2.766 | 2.662 | 104  | Playoffs                   |
| 8    | Valencia Basket        | 34 | 17 | 17 | 50   | 2.842 | 2.826 | 16   | Playoffs                   |
| 9    | UCAM Murcia            | 34 | 16 | 18 | 47,1 | 2.714 | 2.820 | -106 |                            |
| 10   | Río Breogán            | 34 | 14 | 20 | 41   | 2.620 | 2.716 | -96  |                            |
| 11   | Monbús Obradoiro       | 34 | 14 | 20 | 41   | 2.694 | 2.832 | -138 |                            |
| 12   | Surne Bilbao Basket    | 34 | 14 | 20 | 41   | 2.587 | 2.735 | -148 |                            |
| 13   | Casademont Zaragoza    | 34 | 12 | 22 | 35   | 2.675 | 2.755 | -80  |                            |
| 14   | Baxi Manresa           | 34 | 12 | 22 | 35   | 2.853 | 3.025 | -172 |                            |
| 15   | Bàsquet Girona         | 34 | 11 | 23 | 32   | 2.604 | 2.773 | -169 |                            |
| 16   | Coviran Granada        | 34 | 11 | 23 | 32   | 2.604 | 2.913 | -309 |                            |
| 17   | Real Betis Baloncesto  | 34 | 10 | 24 | 29,4 | 2.659 | 2.857 | -198 | Rebaixados para a LEB Ouro |
| 18   | Carplus Fuenlabrada    | 34 | 4  | 30 | 11,8 | 2.589 | 3.137 | -548 | Rebaixados para a LEB Ouro |

fonte:acb.com

## Playoffs

### Quartas de final
| Time 1          | Série | Time 2                 | 1º Jogo | 2º Jogo | 3º Jogo |
| --------------- | ----- | ---------------------- | ------- | ------- | ------- |
| Barça           | 2 - 0 | Valencia Basket        | 84 - 74 | 87 - 64 | -       |
| Lenovo Tenerife | 0 - 2 | Unicaja Malaga         | 59 - 72 | 74 - 97 | -       |
| Cazoo Baskonia  | 0 - 2 | Joventut Badalona      | 91 - 99 | 76-83   | -       |
| Real Madrid     | 2 - 0 | Dreamland Gran Canaria | 95 - 68 | 89 - 81 | -       |

### Semifinal
| Time 1            | Série | Time 2         | 1º Jogo | 2º Jogo | 3º Jogo | 4º Jogo | 5º Jogo |
| ----------------- | ----- | -------------- | ------- | ------- | ------- | ------- | ------- |
| Barça             | 3 - 1 | Unicaja Malaga | 84 - 81 | 79 - 88 | 90 - 79 | 87 - 75 | -       |
| Joventut Badalona | 1 - 3 | Real Madrid    | 93 - 83 | 73 - 90 | 73 - 83 | 73 - 94 | -       |

### Final
| Time 1 | Série | Time 2      | 1º Jogo | 2º Jogo | 3º Jogo | 4º Jogo | 5º Jogo |
| ------ | ----- | ----------- | ------- | ------- | ------- | ------- | ------- |
| Barça  | 3 - 0 | Real Madrid | 97 - 88 | 86 - 85 | 93 - 82 | -       | -       |

### Premiação
| Liga Endesa 2022-23        |
| Catalunha                  |
| -------------------------- |
| Campeão Barça (20° título) |

## Jogador da Semana
| Rod. | Jogador                | Clube               | Val. | Ref.   |
| ---- | ---------------------- | ------------------- | ---- | ------ |
| 1    | Marc Gasol             | Bàsquet Girona      | 34   | [ 24 ] |
| 2    | Jasiel Rivero          | Valencia Basket     | 30   | [ 25 ] |
| 3    | Shannon Evans          | Real Betis          | 33   | [ 26 ] |
| 4    | Damien Inglis          | Gran Canaria        | 32   | [ 27 ] |
| 5    | Travis Trice           | UCAM Murcia         | 35   | [ 28 ] |
| 6    | Travis Trice (2)       | UCAM Murcia         | 31   | [ 29 ] |
| 7    | Justinian Jessup       | Casademont Zaragoza | 31   | [ 30 ] |
| 8    | Jaime Fernández        | Lenovo Tenerife     | 30   | [ 31 ] |
| 9    | Dušan Ristić           | Carplus Fuenlabrada | 28   | [ 32 ] |
| 10   | Matt Costello          | Cazoo Baskonia      | 31   | [ 33 ] |
| 11   | Shannon Evans (2)      | Real Betis          | 36   | [ 34 ] |
| 12   | Markus Howard          | Cazoo Baskonia      | 31   | [ 35 ] |
| 13   | Ludde Hakanson         | Surne Bilbao Basket | 33   | [ 36 ] |
| 14   | Martinas Geben         | Baxi Manresa        | 30   | [ 37 ] |
| 14   | Walter Tavares         | Real Madrid         | 30   | [ 37 ] |
| 15   | Giorgi Shermadini      | Lenovo Tenerife     | 36   | [ 38 ] |
| 16   | Volodymyr Gerun        | Real Betis          | 39   | [ 39 ] |
| 17   | Ethan Happ             | Río Breogán         | 37   | [ 40 ] |
| 18   | Giorgi Shermadini (2)  | Lenovo Tenerife     | 30   | [ 41 ] |
| 19   | Nicolás Brussino       | Gran Canaria        | 49   | [ 42 ] |
| 20   | Kendrick Perry         | Unicaja Malaga      | 37   | [ 43 ] |
| 21   | Nemanja Nenadić        | Río Breogán         | 35   | [ 44 ] |
| 22   | Tomáš Satoranský       | Barça               | 29   | [ 45 ] |
| 23   | Jerrick Harding        | Baxi Manresa        | 39   | [ 46 ] |
| 24   | Christian Mekowulu     | Casademont Zaragoza | 36   | [ 47 ] |
| 25   | Keanu Pinder           | Carplus Fuenlabrada | 30   | [ 48 ] |
| 26   | Tyson Peréz            | Real Betis          | 29   | [ 49 ] |
| 27   | Džanan Musa            | Real Madrid         | 33   | [ 50 ] |
| 28   | Kassius Robertson      | Monbús Obradoiro    | 40   | [ 51 ] |
| 29   | Kameron Taylor         | Bàsquet Girona      | 40   | [ 52 ] |
| 30   | Adam Smith             | Surne Bilbao Basket | 32   | [ 53 ] |
| 31   | Guerschon Yabusele     | Real Madrid         | 33   | [ 54 ] |
| 32   | Marcelo Huertas        | Lenovo Tenerife     | 47   | [ 55 ] |
| 33   | Joe Thomasson          | Coviran Granada     | 28   | [ 56 ] |
| 33   | Kyle Guy               | Joventut Badalona   | 28   | [ 56 ] |
| 33   | Guerschon Yabusele (2) | Real Madrid         | 28   | [ 56 ] |
| 34   | Brancou Badio          | Baxi Manresa        | 30   | [ 57 ] |

### MVP por mês
| Mês       | Jogador            | Clube             | Ref  |
| 2022      | 2022               | 2022              | 2022 |
| --------- | ------------------ | ----------------- | ---- |
| Outubro   | Jasiel Rivero      | Valencia Basket   | 26,5 |
| Novembro  | Ante Tomić         | Joventut Badalona | 21   |
| Dezembro  | Jasiel Rivero      | Valencia Basket   | 20,7 |
| 2023      |                    |                   |      |
| Janeiro   | Walter Tavares     | Real Madrid       | 26,8 |
| Janeiro   | Giorgi Shermadini  | Lenovo Tenerife   | 26,8 |
| Fevereiro | Nicolás Brussino   | Gran Canaria      | 31,5 |
| Março     | Ethan Happ         | Río Breogán       | 20,8 |
| Abril     | Bojan Dubljević    | Valencia Basket   | 23,5 |
| Maio      | Guerschon Yabusele | Real Madrid       | 25,0 |

### Melhor jogador latino-americano
- Nicolás Brussino (Dreamland Gran Canaria) (113 pontos) [66]

## Rebaixamento
Por critério de mérito desportivos foram rebaixados para a LEB Ouro na próxima temporada as seguintes equipes:
- Carplus Fuenlabrada[67]
- Real Betis Baloncesto[68]

## Supercopa Endesa 2022 - Sevilha
|  | Semifinal                          | Semifinal |    |  | Final                              | Final |  |
|  |                                    |           |    |  |                                    |       |  |
|  | 24 de Setembro – Palacio San Pablo |           |    |  |                                    |       |  |
|  | Coosur Betis                       | 69        |    |  |                                    |       |  |
|  | Real Madrid                        | 100       |    |  |                                    |       |  |
|  |                                    |           |    |  |                                    |       |  |
|  |                                    |           |    |  | 25 de Setembro – Palacio San Pablo |       |  |
|  |                                    |           |    |  | Real Madrid                        | 89    |  |
|  |                                    | Barça     | 83 |  |                                    |       |  |
|  |                                    |           |    |  |                                    |       |  |
|  |                                    |           |    |  |                                    |       |  |
|  |                                    |           |    |  |                                    |       |  |
|  | 24 de Setembro – Palacio San Pablo |           |    |  |                                    |       |  |
|  | Barça                              | 91        |    |  |                                    |       |  |
|  | Joventut                           | 74        |    |  |                                    |       |  |

### Premiação
| Supercopa Endesa 2023 (Sevilha) |
| Comunidade de Madrid            |
| ------------------------------- |
| Campeão Real Madrid(9° título)  |

MVP Movistar 2022 -  Edy Tavares

## Copa do Rei - Badalona 2023
|  | Quartas de final                  | Quartas de final | Quartas de final                  |         |                      | Semifinais        | Semifinais | Semifinais |  |  | Final          | Final           | Final |
|  |                                   |                  |                                   |         |                      |                   |            |            |  |  |                |                 |       |
|  |                                   |                  |                                   |         |                      |                   |            |            |  |  |                |                 |       |
|  | Comunidade de Madrid              | Real Madrid      | 86                                |         |                      |                   |            |            |  |  |                |                 |       |
|  | Comunidade Valenciana             | Valencia         | 85                                |         |                      |                   |            |            |  |  |                |                 |       |
|  | Comunidade Valenciana             | Valencia         | 85                                |         | Comunidade de Madrid | Real Madrid       | 82         |            |  |  |                |                 |       |
|  |                                   |                  |                                   |         | Comunidade de Madrid | Real Madrid       | 82         |            |  |  |                |                 |       |
|  |                                   | Andaluzia        | Unicaja                           | 93      |                      |                   |            |            |  |  |                |                 |       |
|  | Catalunha                         | Andaluzia        | Unicaja                           | 93      | Barça                | 87                |            |            |  |  |                |                 |       |
|  | Catalunha                         |                  |                                   |         | Barça                | 87                |            |            |  |  |                |                 |       |
|  | Andaluzia                         | Unicaja          | 89                                |         |                      |                   |            |            |  |  |                |                 |       |
|  |                                   |                  |                                   |         |                      |                   |            |            |  |  | Ilhas Canárias | Lenovo Tenerife | 80    |
|  |                                   |                  | Comunidade Autónoma do País Basco | Unicaja | 83                   |                   |            |            |  |  |                |                 |       |
|  | Ilhas Canárias                    | Lenovo Tenerife  | 89                                |         |                      |                   |            |            |  |  |                |                 |       |
|  | Ilhas Canárias                    | Gran Canaria     | 73                                |         |                      |                   |            |            |  |  |                |                 |       |
|  | Ilhas Canárias                    | Gran Canaria     | 73                                |         | Catalunha            | Joventut Badalona | 72         |            |  |  |                |                 |       |
|  |                                   |                  |                                   |         | Catalunha            | Joventut Badalona | 72         |            |  |  |                |                 |       |
|  |                                   | Ilhas Canárias   | Lenovo Tenerife                   | 73      |                      |                   |            |            |  |  |                |                 |       |
|  | Catalunha                         | Ilhas Canárias   | Lenovo Tenerife                   | 73      | Joventut Badalona    | 94                |            |            |  |  |                |                 |       |
|  | Catalunha                         |                  |                                   |         | Joventut Badalona    | 94                |            |            |  |  |                |                 |       |
|  | Comunidade Autónoma do País Basco | Cazoo Baskonia   | 81                                |         |                      |                   |            |            |  |  |                |                 |       |

### Premiação
| Copa del Rey 2023 (Badalona) |
| Andaluzia                    |
| ---------------------------- |
| Unicaja Malaga (2° título)   |

MVP Movistar: Tyson Carter (Unicaja)

## Clubes espanhóis em competições europeias
| Clube               | Competição        | Resultado                                                                            |
| ------------------- | ----------------- | ------------------------------------------------------------------------------------ |
| Real Madrid         | EuroLiga          | Campeão                                                                              |
| Barça               | EuroLiga          | 4º colocado                                                                          |
| Cazoo Baskonia      | EuroLiga          | Eliminado - como 9º colocado na Temporada Regular com 18 vitórias e 16 derrotas      |
| Valencia Basket     | EuroLiga          | Eliminado - como 13º colocado na Temporada Regular com 15 vitórias e 19 derrotas     |
| Joventut Badalona   | EuroCopa          | Eliminado - nas semifinais pelo Gran Canaria por 86-89                               |
| Gran Canaria        | EuroCopa          | Campeão                                                                              |
| Lenovo Tenerife     | Liga dos Campeões | Terceiro colocado                                                                    |
| BAXI Manresa        | Liga dos Campeões | Eliminado - nos Playoffs para Lenovo Tenerife por 1-2 (84-91,85-83, 72-84)           |
| Surne Bilbao Basket | Liga dos Campeões | Eliminado - como 4º colocado no Gr. L da Ronda dos 16 com 1 vitória e cinco derrotas |
| UCAM Murcia         | Liga dos Campeões | Eliminado - nos Playoffs para Unicaja Malaga por 2 - 0 (67-83, 74-96)                |
| Unicaja Malaga      | Liga dos Campeões | 4º colocado                                                                          |
| Río Breogán         | Liga dos Campeões | Eliminado - Fase classificatória para FMP Meridian 64-74                             |